# Pellestjärnen
Pellestjärnen är en sjö i Ljusdals kommun i Hälsingland och ingår i Delångersåns huvudavrinningsområde.